# Cuyahoga megye
Cuyahoga megye az Amerikai Egyesült Államokban, azon belül Ohio államban található. Megyeszékhelye és legnagyobb városa Cleveland. Lakosainak száma 1 264 817 fő (2020. április 1.). Cuyahoga megye Summit, Lake, Geauga, Medina, Lorain és Portage megyékkel határos.

## Népesség
A megye népességének változása:
| Lakosok száma | 1 278 282 | 1 270 098 | 1 266 049 | 1 263 154 | 1 255 921 | 1 264 817 |
|               | 2010      | 2011      | 2012      | 2013      | 2015      | 2020      |